# 越智静香
越智 静香（おち しずか、1971年6月27日 - ）は、日本の女優、タレント、元アイドル。
山口県下関市生まれ、福岡県太宰府市、神奈川県海老名市育ち。神奈川県立弥栄東高等学校音楽コース第5期生。元東宝芸能所属。身長156cm、B82cm、W56cm、H82cm（1992年5月）。血液型はB型。

## 来歴・人物
1987年、「第2回東宝シンデレラオーディション」に参加し、受賞は逃がしたもののスカウトされ、東宝芸能に所属。1989年、テレビドラマ『はいすくーる落書』で女優デビュー。その後、数々のテレビドラマ、映画、舞台に出演。1997年の映画『SASORI IN U.S.A.』では自身初となるヌードシーンを演じた。近年は、昼ドラマ、2時間ドラマ、舞台への出演が多い。また、劇団Bloom-Boxを主宰し、作・演出を務める。
2007年の昼ドラ『キッパリ!』に出演した際に脚本家の影響でチベット体操を始めてその効果に驚き、チベット体操の伝道師としてチベット体操教室の講師を務める。
特技はエレクトーン演奏。趣味は散歩、ソフトボール、ウインドサーフィン、水泳、スノーボード、パソコンで音楽を作ること。私生活では、声優の井上和彦と2001年6月27日に結婚、2012年3月に離婚した。
『青春オーロラ・スピン スワンの涙』で共演した新田まゆみは親友であり、現在も交友が続いている。

## 出演

### テレビドラマ
- はいすくーる落書（1989年、TBS系）-諏訪恵 役
- スワンの涙（1989年、大映テレビ・フジテレビ系） - 椎葉冴子 役
- さすらい刑事旅情編II 第4話「山陽新幹線 道新幹後温泉に消えた女」（1989年、テレビ朝日系）
- 日本一のカッ飛び男（1990年、フジテレビ系）
- 愛・命ある限り（1991年、フジテレビ系）
- デパート!夏物語（1991年、TBS系）
- 世にも奇妙な物語「整理癖」（1991年、フジテレビ系）
- 真夏の刑事（1992年、テレビ朝日系）
- 伊豆の踊子（1992年、TBS系）
- オバサンなんて呼ばないで!（1992年6月13日、NHK総合）
- 外科医有森冴子II（1992年、日本テレビ系）
- ツインズ教師（1993年、テレビ朝日系）
- はやぶさ新八御用帳（1993年 - 1994年、NHK総合）
- 泣きたい夜もある 第22回「同じ空の下で」（1993年、毎日放送=TBS系） - 主演
- 名奉行 遠山の金さん（テレビ朝日系）
  - 第5シリーズ 第17話「花の吉原 二つの顔をもつ女」（1993年） - おすみ 役
  - 第6シリーズ 第6話「必殺 世直し人の娘」（1994年） - お美乃 役
  - 第7シリーズ 第21話「消された刺青 仮面の裏の悪魔」（1996年） - おふさ 役
- 江戸の用心棒 第1シリーズ 第7話「哀れ!結び文の謎」（1994年、日本テレビ系） - ぼたん 役
- 花王ファミリースペシャル ドラマ結婚式場 花嫁介添人がゆく2（1994年、関西テレビ=フジテレビ系）
- あばれ医者嵐山 第3話「あばずれ純情伝」（1995年、テレビ東京系） - 八重 役
- カンパニー・会社（1996年3月、NHK総合）
- 大江戸弁護人走る!（1996年、テレビ朝日系） − お駒 役
- 暴れん坊将軍（テレビ朝日系）
  - 暴れん坊将軍VIII 第13話「欲望のくし 美しき人妻の苦悩」（1997年） - おくみ 役
  - 暴れん坊将軍IX 第12話「吉宗危機一髪! 美しき婚約者の献身」（1999年） - 多江 役
  - 暴れん坊将軍XI 第16話「め組出入り禁止令!子守りをする吉宗」（2001年） - よし 役
- 水戸黄門（TBS系）
  - 第24部 第4話「愛を引き裂く八丁味噌 -岡崎-」（1995年10月9日） - お夏 役
  - 第26部 第21話「間違えられた縁談話 -福知山-」（1998年7月6日） - おゆき 役
- 金曜エンタテイメント（フジテレビ系）
  - 美人三姉妹温泉芸者が行く!4（1997年） - 円山雪乃 役
  - ニュースキャスター沢木麻沙子1 京都・出雲殺人事件（1998年、フジテレビ系） - 小川理佐 役
  - 神崎京子の巫女日記奮闘編（2002年）
  - 津軽海峡ミステリー航路5（2006年） - 遊佐夏希
- 土曜ワイド劇場（テレビ朝日系）
  - 牟田刑事官事件ファイル27（1999年）
  - 京都の女庭師風水探偵さくら子（2000年）
  - 広域捜査官・楠木連三郎2（2002年）
  - 京都南署鑑識ファイル2（2005年） - 寺沢智世子 役
  - 逆転報道の女4（2014年、朝日放送） - しおん 役
- ドラマ30（TBS系）
  - 離婚計画〜いつか愛したあなたへ〜（2000年、毎日放送）
  - キッパリ!（2007年、CBC） - 主人公の同級生・片桐留美 役
- 月曜ドラマスペシャル 山村美紗サスペンス 名探偵キャサリン9 シドニー・メルボルン殺人事件（2000年、TBS系）
- D-girls アイドル探偵三姉妹物語（2001年、テレビ東京系）
- 月曜ミステリー劇場 税務調査官・窓際太郎の事件簿8（2002年、TBS系） - 尾形由希子 役
- 女と愛とミステリー（テレビ東京系）
  - 山村美紗サスペンス 京都新婚旅行殺人事件（2002年、テレビ東京系）
  - 山村美紗サスペンス 京都離婚旅行殺人事件（2003年6月4日） - 中村亜美 役
- 探偵家族 第2話（2002年、日本テレビ系）
- 税関検査官・今井陽子 密輸ダイヤモンド殺人事件（2003年4月18日、テレビ東京系） - 姿三千子
- 上を向いて歩こう〜坂本九物語〜（2005年、テレビ東京系）
- 緋の十字架（2005年、東海テレビ=フジテレビ系） - 五藤（佐野）ゆきえ 役
- 水曜ミステリー9（テレビ東京系）
  - 農家の嫁は弁護士!神谷純子のふるさと事件簿（2006年） - 石倉加奈子 役
  - 北アルプス山岳救助隊・紫門一鬼11（2009年1月14日）
  - 介護ヘルパー紫雨子の事件簿2（2013年9月4日） - 成田恵美 役
- 土曜プレミアム 大韓航空機爆破事件から20年 金賢姫を捕らえた男たち 〜封印された3日間〜（2007年、フジテレビ系)
- 金曜プレステージ（フジテレビ系）
  - 山村美紗サスペンス 京都門司港殺人事件（2008年、フジテレビ系）
  - 十津川刑事の肖像6（2012年9月7日） - 渡辺理美 役
  - 山村美紗サスペンス 小京都連続殺人事件2（2013年5月3日） - 古沢成美 役
- パズル 第5話（2008年）
- となりの芝生（2009年9月9日、TBS） - 看護婦 役
- 浅見光彦〜最終章〜（2009年、TBS） - 真琴 役
- 娼婦と淑女（2010年4月 - 7月、東海テレビ=フジテレビ系） - 清瀬杏子 役
- 警視庁失踪人捜査課（2010年6月4日、テレビ朝日系） - 藤井碧 役
- 毒姫とわたし（2011年10月、東海テレビ=フジテレビ系） - 佐藤由紀 役
- 母。わが子へ（2013年3月31日、毎日放送=TBS系） - 門間千勢（回想） 役
- 警部補 矢部謙三2（2013年8月16日、テレビ朝日系） - 篠原久美子 役
- DOCTORS3 最強の名医 第4話（2015年1月29日、テレビ朝日） - 須田雅子 役
- ウルトラマンX（2015年7月 - 12月、テレビ東京） - 大空遙 役

### その他テレビ番組
- MOGITATE!バナナ大使（TBS系）
- 地球ZIG ZAG（1989年 - 1994年、毎日放送・TBS系） - 1992年から1993年にかけては司会（副隊長）を務めた。
- 田代まさしのオイシイじゃん!（フジテレビ）
- クイズ!年の差なんて（フジテレビ系）
- ビデオの女王様（1990年、フジテレビ系）
- ビデオの女王様2（1991年、フジテレビ系）
- 木曜スペシャル　「決定版！！これが宜保愛子の霊能力だ！」（1991年7月4日、日本テレビ系）
- ダウトをさがせ!（1992年、毎日放送・TBS系） - VTR出演「越智静香のあなたも犯罪者シリーズ」
- 遠くへ行きたい（読売テレビ・日本テレビ系）
- スーパージョッキー（日本テレビ系）
- 田舎に泊まろう!（テレビ東京系）
- 進めトミーズ!こてこて道中（関西テレビ）
- にじいろジーン（2009年3月28日、関西テレビ・フジテレビ系）
- 美の巨人たち（2014年5月31日、テレビ東京系）

### CM
- 資生堂「She'sクレンジングフォーム」（1990年）
- JT「デイリーフィットネス」（1990年）
- 九十九電機（1991年 - 1994年）
- ローソン（1993年）

### オリジナルビデオ
- オオカミが出てきた日（1992年） - 主演
- 稲川淳二の恐怖物語2（1996年）

### 映画
- ゴジラvsモスラ（1992年） - ナムコ・ワンダーエッグエキストラ[4]
- きけ、わだつみの声（1995年、東映）監督：出目昌伸
- SASORI IN U.S.A.（1997年、東映）監督：後藤大輔
- 難波金融伝ミナミの帝王スペシャル40「裏金略奪」（2001年）

### 舞台
- おはん（1995年、中日劇場）
- 恋文（1997年、三越劇場）
- Dream（1997年、新神戸オリエンタル劇場、東京芸術劇場、シアタードラマシティ）
- おもろい女（1998年、日生劇場）
- 花も嵐も（1999年、中日劇場、帝国劇場）
- うさぎ（1999年、大阪松竹座）
- 新吾十番勝負（1999年、中日劇場、新橋演舞場）
- 縁は異なもの恋なもの（2000年、名鉄ホール）
- 道頓堀物語（2000年 - 2003年、大阪松竹座、新橋演舞場、博多座、御園座）
- 氷川きよし公演・草笛の音次郎（2003年 - 2004年、中日劇場、新宿コマ劇場、新歌舞伎座）
- 七夕名作喜劇まつり（2004年、新橋演舞場）
- 夫婦善哉（2005年2月1日 - 2月25日、新橋演舞場）
- 水無月喜劇名作公演（2008年6月2日 - 6月27日、南座）
- 年忘れ 喜劇まつり（2008年12月3日 - 12月25日、新橋演舞場）
- 清&直美 気になるふたり（2010年11月30日 - 12月21日、新橋演舞場）
- ええから加減（2012年7月1日 - 7月29日、シアタークリエ）
- ええから加減（2013年11月3日 - 26日、シアタークリエ）
- 土佐堀川 近代ニッポン―女性を花咲かせた女 広岡浅子の生涯（2017年10月4日 - 28日、シアタークリエ）

### ラジオ
- FMシアター（NHK-FM）
  - 「少尉のオルゴール」（2002年6月29日、 ※NHK松山放送局制作）
  - 「恋愛映画は選ばない」（2013年6月） - 美羽 役
- RADIO PARAGON（1994年）

## 作品

### シングル
| 枚  | 発売日        | タイトル               | 規格品番 | 最高位 |
| --- | ------------- | ---------------------- | -------- | ------ |
| 1st | 1990年4月25日 | ONE MILEの片想い       |          |        |
| 2nd | 1991年3月25日 | ジェニーはご機嫌ななめ |          |        |
| 3rd | 1991年6月21日 | 永遠のミスキャスト     |          |        |

### DVD
- 5つのチベット体操 若さの泉（2014年11月5日発売、日本コロムビア）

### 写真集
- one mile alice 越智静香（1990年4月、撮影：横木安良夫、角川書店） ISBN 4048832573
- 雫 越智静香写真集（1996年4月、撮影：木村晴、ワニブックス） ISBN 4847024273